# Герб Чапаевска
Герб Чапаевска — герб, официальный символ городского округа и города Чапаевск, наряду с флагом. Был утверждён 7 августа 2001, внесён в Государственный геральдический регистр Российской Федерации, имеет регистрационный номер 825.

## Описание и обоснование символики
Официальное описание герба:
В червленом (красном) поле серебряная граната с одним золотым пламенем о четырех языках, обвитая в пояс справа и слева березовой ветвью
Обоснование символики герба города Чапаевска.
Город Чапаевск разрастался из поселка Иващенко, по имени генерала Иващенко - строителя и первого директора военного Сергиевского завода. Завод являлся крупнейшим поставщиком оборонного арсенала страны. Каждая пятая авиабомба, каждый третий артиллерийский снаряд, весь морской боезапас для всех флотов выпускались на заводах Чапаевска во время Великой Отечественной войны 1941-1945 гг.
За годы своего существования город стал заметным промышленным оборонным центром - четыре языка пламени гранаты показывают четыре крупнейших оборонных предприятия города.
Красный цвет поля символизирует мужество и самоотверженность горожан в годы Великой Отечественной войны 1941-1945 гг., справедливую борьбу за экологическую чистоту города.
Венок из зеленых листьев охватывающий гранату и как бы не дающий ей взорваться, символизирует мир и экологию. Зеленый цвет - надежда изобилие, природа.
Серебро в геральдике символизирует чистоту, мудрость, благородство, совершенство.
Герб муниципального образования "Город Чапаевск" языком геральдических символов гармонично отражает историю становления и развития города и основной профиль деятельности местного населения.